# Aliciella pinnatifida
Aliciella pinnatifida là một loài thực vật có hoa trong họ Polemoniaceae. Loài này được (Nutt. ex A.Gray) J.M.Porter mô tả khoa học đầu tiên năm 1998.